# Schefflera binuangensis
Schefflera binuangensis är en araliaväxtart som beskrevs av Charles Budd Robinson. Schefflera binuangensis ingår i släktet Schefflera och familjen araliaväxter. Inga underarter finns listade.